# Massimo Luigi Salvadori
Massimo Luigi Salvadori, spesso citato come Massimo L. Salvadori (Ivrea, 23 settembre 1936), è uno storico e politico italiano.

## Biografia
Nato a Ivrea, nell'odierna città metropolitana di Torino, nel 1936, professore emerito dell'Università degli Studi di Torino, ordinario di Storia delle dottrine politiche, Massimo Luigi Salvadori è autore di numerosi volumi di storia con argomenti prevalenti il Novecento italiano, l'evoluzione e i problemi della sinistra e della democrazia in generale.
Eletto deputato per il Partito Democratico della Sinistra nella XI Legislatura (1992-1994), è stato vicepresidente della III Commissione Esteri della Camera dei deputati.
Membro del Comitato scientifico della Fondazione Luigi Einaudi di Torino, nel quale ha coperto per alcuni anni la carica di Presidente. Socio corrispondente dell'Accademia delle Scienze di Torino dal 1980, è dal 1997 socio nazionale residente nella classe di Scienze morali, storiche e filologiche. Collabora con il quotidiano la Repubblica.

## Opere

### Saggi
- Il mito del buongoverno. La questione meridionale da Cavour a Gramsci, Collana Saggi n.277, Torino, Einaudi, 1960, IIª ed., 1963; Collana Reprints n.82, Einaudi, 1976.
- Gaetano Salvemini, Torino, Einaudi, 1963.
- La società feudale di Marc Bloch, Torino, G. Giappichelli, 1967.
- Il movimento cattolico a Torino: 1911-1915, Torino, G. Giappichelli, 1970.
- Gramsci e il problema storico della democrazia, Collana Saggi n.460, Torino, Einaudi, 1970; ed. accresciuta, Collana Piccola Biblioteca n.202, Einaudi, 1972; Con un saggio introduttivo di Angelo D'Orsi, Collana Norberto Bobbio n.2, Roma, Viella, 2008, ISBN 978-88-833-4270-7.
- Kautsky e la rivoluzione socialista, 1880-1938, Milano, Feltrinelli, 1976.
- Storia dell'età contemporanea. Dalla restaurazione all'eurocomunismo, 3 vol., Torino, Loescher, 1977.
  - Nuova edizione: Storia dell'età contemporanea. Dalla restaurazione ad oggi, vol. unico, Torino, Loescher, 1996.
- Eurocomunismo e socialismo sovietico. Problemi attuali del PCI e del movimento operaio, Collana Nuovo Politecnico n.102, Torino, Einaudi, 1978.
- Dopo Marx. Saggi su socialdemocrazia e comunismo, Collana Piccola Biblioteca, Torino, G. Einaudi, 1981, ISBN 88-06-52753-3.
- L'alternativa dell'Europa. Quarant'anni dopo Yalta, Collana Saggi Tascabili n.109, Bari, Laterza, 1985.
- Corso di storia ("1150-1995"),  3 volumi in 5 tomi, (coautori Rinaldo Comba e Giuseppe Ricuperati), Torino, Loescher, 1990-1995.
- Europa America Marxismo, Collana Piccola Biblioteca, Torino, G. Einaudi, 1990, ISBN 88-06-11708-4.
- La politica e la storia, Torino, La Stampa, 1991, ISBN 88-7783-048-4.
- L'utopia caduta. Storia del pensiero comunista da Lenin a Gorbaciov, Collana Storia e Società, Roma-Bari, Laterza, 1991, ISBN 88-420-3872-5.
- Tenere la sinistra: la crisi italiana e i nodi del riformismo, Venezia, Marsilio, 1992, ISBN 88-317-5736-9.
- Storia d'Italia e crisi di regime: alle radici della politica italiana, Bologna, Il Mulino, 1994, ISBN 88-15-04496-5.
  - seconda edizione rivista: Storia d'Italia e crisi di regime. Saggio sulla politica italiana 1861-1996, Bologna, Il Mulino, 1996, ISBN 978-88-150-5621-4.
  - terza edizione rivista: Storia d'Italia e crisi di regime. Saggio sulla politica italiana 1861-2000, Bologna, Il Mulino, 2001, ISBN 978-88-150-8124-7.
  - quarta edizione rivista: Storia d'Italia, crisi di regime e crisi di sistema 1861-2013, Bologna, Il Mulino, 2013, ISBN 978-88-152-4713-1
  - quinta edizione rivista: Storia d'Italia, il cammino tormentato di una nazione 1861-2016, Bologna, Einaudi, 2018, ISBN 978-88-062-3226-9
- La parabola del comunismo, Collana Il nocciolo n.8, Roma-Bari, Laterza, 1995, ISBN 88-420-4578-0.
- Potere e libertà nel mondo moderno. John C. Calhoun: un genio imbarazzante, Collana Storia e Società, Roma-Bari, Laterza, 1996, ISBN 88-420-5086-5.
- La sinistra nella storia italiana, Collana Storia e Società, Roma-Bari, Laterza, 1999, ISBN 88-420-5945-5.
- L'occasione socialista nell'epoca della globalizzazione, Collana Sagittari n.126, Roma-Bari, Laterza, 2001, ISBN 978-88-420-6461-9.
- Il Novecento. Un'introduzione, Collana Storia e Società, Roma-Bari, Laterza, 2002, ISBN 88-420-6727-X.
- Le inquietudini dell'uomo onnipotente, Collana I Robinson.Letture, Roma-Bari, Laterza, 2003, ISBN 88-420-7116-1.
- L'Europa degli Americani. Dai padri fondatori a Roosevelt, Collezione Storica, Roma-Bari, Laterza, 2005, ISBN 978-88-420-7713-8.
- L'idea di progresso. Possiamo farne a meno?, Collana Saggine n.96, Roma, Donzelli, 2006, ISBN 88-603-6080-3.
- Italia divisa. La coscienza tormentata di una nazione, Collana Virgola n.35, Roma, Donzelli, 2007, ISBN 978-88-603-6146-2.
- Democrazie senza democrazia, Collana Anticorpi n.6, Roma-Bari, Laterza, 2009, ISBN 978-88-420-8983-4.
- L'Italia e i suoi tre stati. Il cammino di una nazione, Collana Il nocciolo n.65, Roma-Bari, Laterza, 2011, ISBN 978-88-420-9537-8.
- Liberalismo italiano. I dilemmi delle libertà. Cavour e Croce, Einaudi e Matteucci, Abbagnano e Bobbio, Collana Saggi, Roma, Donzelli, 2011, ISBN 978-88-603-6666-5.
- Italia 1943-1948. Dalla catastrofe alla Ricostruzione, Roma, Viella, 2014, ISBN 978-88-672-8396-5.
- Le stelle, le strisce, la democrazia. Tocqueville ha veramente capito l'America?, Collana Saggine n.241, Roma, Donzelli, 2014, ISBN 978-88-684-3081-8.
- Democrazia. Storia di un'idea tra mito e realtà. Dall'antica Grecia al mondo globalizzato, Collana Virgola n.124, Roma, Donzelli, 2016  [2015, ed. e-pub], ISBN 978-88-684-3468-7. - Collana Universale Economica.Saggi, Milano, Feltrinelli, 2020, ISBN 978-88-078-9421-3.
- Lettera a Matteo Renzi. Con un saggio sulla sua esperienza di governo, Collana Saggine n.286, Roma, Donzelli, 2017, ISBN 978-88-684-3663-6.
- Storia d'Italia. Il cammino tormentato di una nazione 1861-2016, Collana Storia n.80, Torino, Einaudi, 2018, ISBN 978-88-062-3226-9.
- Le ingannevoli sirene. La sinistra tra populismi, sovranismi e partiti liquidi, Collana Rosso e Nero, Roma, Donzelli, 2019, ISBN 978-88-684-3934-7.
- Giolitti. Un leader controverso, Collana Saggi, Roma, Donzelli, 2020, ISBN 978-88-552-2098-9.
- In difesa della storia. Contro manipolatori e iconoclasti, Collana Saggine, Roma, Donzelli, 2021, ISBN 978-88-552-2267-9.
- Da un secolo all'altro. Profilo storico del mondo contemporaneo 1980-2022, Collana Saggi. Storia e scienze sociali, Roma, Donzelli, 2022, ISBN 978-88-552-2354-6.
- L'antifascista. Giacomo Matteotti, l'uomo del coraggio, cent'anni dopo (1924-2024), Roma, Donzelli, 2023. ISBN 978-88-5522-533-5.

### Narrativa
- Vita di Bernie. Il cane che non voleva abbaiare, Prefazione di Claudio Magris, Milano, Salani, 2012, ISBN 978-88-625-6819-7.
- Cinque minuti prima delle nove, Collana Calamite n.15, Torino, Claudiana, 2014, ISBN 978-88-689-8012-2.